# Galium runcinatum
Galium runcinatum är en måreväxtart som beskrevs av Friedrich Ehrendorfer och Schönb.-tem.. Galium runcinatum ingår i släktet måror, och familjen måreväxter. Inga underarter finns listade i Catalogue of Life.